# Kabinett Paasikivi II
Das Kabinett Paasikivi II war das 29. Regierungskabinett in der Geschichte Finnlands. Es amtierte vom 17. November 1944 bis zum 17. April 1945 (152 Tage).
Der parteilose Paasikivi bildete eine mehrheitsfähige Koalition, der Minister von der Nationalen Fortschrittspartei, der Sozialdemokratischen Partei, vom Landbund sowie von der Schwedischen Volkspartei und der Demokratischen Union des Finnischen Volkes angehörten. 

## Minister
| Amt                                                           | Name                                                                         | Partei                                          |
| ------------------------------------------------------------- | ---------------------------------------------------------------------------- | ----------------------------------------------- |
| Ministerpräsident                                             | Juho Kusti Paasikivi                                                         | parteilos                                       |
| Staatsratsminister                                            | Mauno Pekkala                                                                | Sozialdem. Partei/Demokr. Union d. Finn. Volkes |
| Außenminister                                                 | Carl Enckell                                                                 | parteilos                                       |
| Stellvertretender Außenminister                               | Reinhold Svento                                                              | Sozialdem. Partei/Demokr. Union d. Finn. Volkes |
| Justizminister                                                | Urho Kekkonen                                                                | Landbund                                        |
| Innenminister                                                 | Kaarlo Hillilä                                                               | Landbund                                        |
| Verteidigungsminister                                         | bis zum 1. Dezember 1944: Rudolf Walden ab dem 1. Dezember 1944: Väinö Valve | parteilos                                       |
| Finanzminister                                                | Johan Helo                                                                   | Demokratische Union des Finnischen Volkes       |
| Stellvertretender Finanzminister                              | Sakari Tuomioja                                                              | Nationale Fortschrittspartei                    |
| Bildungsminister                                              | Uuno Takki                                                                   | Landbund                                        |
| Landwirtschaftsminister                                       | Eemil Luukka                                                                 | Landbund                                        |
| Minister für Verkehr und Öffentliche Arbeit                   | Eero Wuori                                                                   | Sozialdemokratische Partei Finnlands            |
| Stellvertretender Minister für Verkehr und Öffentliche Arbeit | Onni Hiltunen                                                                | Sozialdemokratische Partei Finnlands            |
| Handels- und Industrieminister                                | Åke Gartz                                                                    | parteilos                                       |
| Sozialminister                                                | Ralf Törngren                                                                | Schwedische Volkspartei                         |
| Stellvertretender Sozialminister                              | Yrjö Leino                                                                   | Demokratische Union des Finnischen Volkes       |
| Volksversorgungsminister                                      | Kalle Jutila                                                                 | Landbund                                        |
| Stellvertretender Volksversorgungsminister                    | Jali Aura                                                                    | Sozialdemokratische Partei Finnlands            |